# Le Problème du pont de Thor
Le Problème du pont de Thor (The Problem of Thor Bridge en version originale) est l'une des cinquante-six nouvelles d'Arthur Conan Doyle mettant en scène le détective Sherlock Holmes. Elle est parue pour la première fois dans la revue britannique Strand Magazine en février-mars 1922, avant d'être regroupée avec d'autres nouvelles dans le recueil Les Archives de Sherlock Holmes (The Case-Book of Sherlock Holmes).

## Résumé

### Intrigue
Toute la presse fait écho de la "fin tragique" de la femme de Neil Gibson, ancien sénateur américain et "célèbre en tant que propriétaire des plus importantes mines d'or du monde". "On a trouvé l'épouse dans le parc, à près de huit cents mètres de la maison, tard dans la nuit, vêtue d'une robe de dîner et d'un châle sur les épaules, avec une balle de revolver dans la tête." Tout accuse Mlle Dunbar, la gouvernante de la famille : le mobile, l'arme du crime. Néanmoins, Neil Gibson, convaincu de l'innocence de la jeune femme envoie une lettre à Sherlock Holmes afin que celui-ci rétablisse la vérité sur le décès de son épouse et "fasse cesser une pareille injustice qui le rend fou".

### Dénouement
L'épouse, jalouse des relations de son mari avec la gouvernante, a maquillé son suicide pour accuser celle-ci.

## Adaptations

### Télévision
La nouvelle a été adaptée en 1991 dans la série britannique Les Archives de Sherlock Holmes avec Jeremy Brett dans le rôle du détective. Il s'agit du deuxième épisode de la troisième saison, et le 28ème épisode de la série.

### Théâtre
La nouvelle est adaptée pour la première fois en France en 2023 au théâtre de Passy (Paris) sous le titre « Sherlock Holmes et l'affaire du pont de Thor ». La pièce est écrite par Georges Mathieu et Jean-Philippe Ancelle, mise en scène par Jean-Philippe Ancelle, avec Bernard Ménez dans le rôle de Sherlock Holmes et Philippe Chevallier dans le rôle de John Watson.

## Livre audio en français
- Arthur Conan Doyle, Le Pont de Thor [« The Problem of Thor Bridge »], Paris, La Compagnie du Savoir, coll. « Les enquêtes de Sherlock Holmes », 2011 (EAN 3760002133911, BNF 42478509)Narrateur : Cyril Deguillen ; support : 1 disque compact audio ; durée : 1 h 5 min environ ; référence éditeur : La Compagnie du Savoir CDS106. Le nom du traducteur n'est pas indiqué.